# Kovács Gusztáv (teológus)
Kovács Gusztáv (Kőszeg, 1980. március 13. –) filozófus, teológus, a Pécsi Püspöki Hittudományi Főiskola tanszékvezető egyetemi tanára, 2017 óta rektora.  2023-ban első magyarként választották az Európai Katolikus Teológiai Társaság (European Society for Catholic Theology) elnökévé.

## Pályája
Középiskolai tanulmányait Kőszegen, a Jurisich Miklós Gimnáziumban és Ausztráliában végezte.  2004-ben a Pécsi Tudományegyetem anglisztika szakán, 2005-ben a Pécsi Püspöki Hittudományi Főiskola hittanár szakán szerzett diplomát. 2008-ban védte meg doktori dolgozatát a Bécsi Egyetemen „Geschlechterbeziehungen in Ehe und Familie. Eine praktisch-theologische Analyse der Predigten in 'Der Prediger und Katechet” című doktori dolgozatát.  2007 és 2013 között a Ciszterci Rend Nagy Lajos Gimnáziuma tanára. Szintén 2007-ben kezdi meg oktatói tevékenységét a Pécsi Püspöki Hittudományi Főiskolán. 2016 óta a PTE AOK Magatartástudományi Intézetének, 2019-től a PTE ETK oktatója.  2015-ben a Pécsi Tudományegyetemen habilitált filozófiából,  2023-ban a Babeş-Bolyai Tudományegyetemen teológiából.  2020-ban kapta meg egyetemi tanári kinevezését. 2014-től az Emberi Méltóság és Társadalmi Igazságosság Tanszék vezetője, 2017 óta a főiskola rektora.

## Hazai és nemzetközi tudományszervező tevékenysége
Kovács Gusztáv több nemzetközi szervezet, többek között 2011-től bécsi szákhelyű a Közép-Európai Bioetikus Társaságának (Association of Bioethicists in Central Europe), 2019-től a Közép-Európai Szociáletikai Társaságnak (Vereinigung für Sozialethik in Mitteleuropa), 2017 óta az Európai Katolikus Teológiai Társaságnak (European Society for Catholic Theology). 2021-ben a Társaság alelnökének, 2023-ban elnökének választották.  2022 óta a Pécsi Akadémiai Bizottság Teológia Munkacsoportjának az elnöke.

## Oktatásszervező tevékenysége
A 2014-ben alakult, Emberi Méltóság és Társadalmi Igazságosság Tanszék vezetője, mely célja kifejezetten az etika, a szociáletika és a bioetika kutatásának és oktatásának fejlesztése.  2016 óta szervezője az évente megrendezett PPHF Nemzetközi Nyári Egyetemnek.  Rektori ideje alatt a főiskola három kollégiumépülettel bővült, valamint megalakult a XXIII. János Szakkollégium.

## Publikációi
Kovács Gusztáv elsősorban az etika, a bioetika és a szociáletika területén publikál. Több nemzetközi folyóirat, köztük Nyíri Tamást és Tomka Miklóst követően mindössze harmadik magyarként a Concilium folyóirat szerkesztőbizottságának a tagja.
Teljes publikációs jegyzék

### Önálló kötetei
- Thought Experiments in Ethics. PPHF, Pécs, 2021.
- Új szülők, új gyermekek. Miképpen változtatja meg szülői felelősségünket a reprodukciós medicina. PPHF, Pécs, 2014.
- A páciens neve: Doktor House. PPHF, Pécs, 2010.
- Geschlecht, Ehe und Familie. Eine Analyse von Predigten. SVH, Saarbrücken, 2009.

### Szerkesztett kötetei
- Mendoza-Álvarez, Carlos - Pilario, Daniel F. - Kovács, Gusztáv Eds.): La providencia divina: más allá del paradigma de la omnipotencia. Paris, Editorial Verbo Divino, 2023.
- Chu Ilo, Stan - Kovács, Gusztáv - Schickendantz, Carlos (Eds.): Hospitalidad y amistad. Paris, Editorial Verbo Divino, 2022.
- Kovács Gusztáv - Csonta Réka (szerk.): Példabeszédek, élettörténetek és gondolatkísérletek. Valláspedagógiai tanulmányok. PPHF, Pécs, 2021.
- Kovács Gusztáv - Lukács Ottilia (szerk.): Az elbeszélés ereje. PPHF, Pécs, 2019.
- Kovács Gusztáv - Vértesi Lázár (szerk.): A teremtés értéke - Az ember méltósága. PPHF, Pécs, 2017.
- Kovács Gusztáv - Varga Krisztina - Vértesi Lázár (szerk.): Kettős hatás. Helyettesíthető-e az etika matematikával. Pécs, PPHF, 2015.
- Kovács Gusztáv - Vértesi Lázár (szerk.): Család és fenntarthatóság. Szociáletikai tanulmányok. PPHF, Pécs, 2013.
- Für eine Kultur des Lebens. PPHF, Pécs, 2010.

### Tanulmányai
- Bioethische Themen im Neuen Grundgesetz von Ungarn, ET-Studies (2013/2), 341-348. (Tóth Annamáriával)
- A család az Egyház Társadalmi Tanítása alapelveinek tükrében, in: Uö./Vértesi Lázár (szerk.): Család és fenntarthatóság. Szociáletikai tanulmányok, PPHF, Pécs, 2013, 8-19.
- Teaching Ethics in Religious Education, in: School as a Place of Dialogue among Faith, Science and Arts, Ljubljana, 2013, 159-166.
- Pou čevanje etike pri religijskem pouku. Pogledi in mnenja mad žarskih gimnazijcev o teknikah umetne oploditve, in: Šola kot prostor dialoga med vero, znanostjo in umetnostjo, Ljubljana, 2013, 152-158.
- Etikaoktatás hittanórán. Középiskolások nézetei a reprodukciós medicina kérdéseiről, in: A Ciszterci Rend Nagy Lajos Gimnáziuma Évkönyve 2012/13, Pécs, 2013, 26-33.
- Solidarity between Generations in the Family. Opportunities and Obstacles, in: ET-Studies (2012/1), 63-77.
- Igazságos gondoskodás. A gondoskodásetika jelentőségéről a szociáletikában, in: Acta Sociologica (2012/1), 97-104.
- Az egyház társadalmi tanítása és az emberi jogok, in: JURA (2012/1), 210-217. (Tóth Annamáriával)
- Is there a future for the private sphere? The complex bond between the public and the private in the light of fertility trends in Hungary, in: Family Forum (2011/1), 99-111.
- A tervezett gyermek avagy a szülői felelősség újradefiniálása. In: A Ciszterci Rend Pécsi Nagy Lajos Gimnáziuma Évkönyve 2009/2010, Pécs, 2010. 32-41.
- Die Chancen der „anderen Stimme“ in Ungarn. In: uö: Für eine Kultur des Lebens. PPHF, Pécs, 2010. 58-61.
- Szülő – gyermek viszony a reproduktív technikák korában. In: Katekhón (2009/2), 149-163.
- Gender Roles in Marriage and Family in Sermons by Roman Catholic Authors in Austria, Germany and Hungary. In: Adamiak, Elzbieta, et.al. (szerk.): Gender and Religion in Central and Eastern Europe, AMU, Poznan, 2009. 151-162.
- A nőkérdés az egyház társadalmi tanításában. In: Vigilia (2009/2), 103-113.
- Kovács Gusztáv - Takács Gábor: Human rights – Europe on the search for identity in a multicultural world. In: Hünermann, Peter, et.al. (szerk.): Dialogue and Virtue. Ways to Overcome the Clashes of our Civilizations. LIT, Berlin, 2007. 139-151.
- Kovács Gusztáv: Mária mennybevétele a huszadik század második felének eszkatológiai modelljeiben. In: Takács Gábor (szerk.): Mater Christi. Egyházmegyei Lelkipásztori Sorozat II. Jó Hír, 2005. 11-18.

## Díjai
- MTA Pedagógus Kutatói Pályadíj, 2012.